# Bulbomollisia striata
Bulbomollisia striata är en svampart som beskrevs av Graddon 1990. Bulbomollisia striata ingår i släktet Bulbomollisia, ordningen disksvampar, klassen Leotiomycetes, divisionen sporsäcksvampar och riket svampar.   Inga underarter finns listade i Catalogue of Life.